# Epístola aos Filipenses
Epístola aos Filipenses é como é conhecida a carta que o apóstolo Paulo redigiu aos habitantes de Filipos, uma cidade importante no Império Romano por causa de sua localização geográfica na região montanhosa entre a Ásia e a Europa.
Cidade da Macedônia fundada por Filipe II, pai de Alexandre, o Grande, no ano 358 a.C. Foi a primeira cidade da Europa que ouviu a pregação de um missionário cristão (Atos 16:6-40).

## Autoria
No primeiro versículo da Epístola aos Filipenses, o apóstolo Paulo anuncia-se como autor da mesma e saúda os irmãos:
| “ | «Paulo e Timóteo, servos de Cristo Jesus, a todos os santos em Cristo Jesus que estão em Filipo, com os bispos e diáconos: Graças a vós, e paz da parte de Deus nosso Pai, e do Senhor Jesus Cristo.» (Filipenses 1:1–2) | ” |

## Data e local de escrita
A epístola foi escrita, provavelmente, entre 53 e 58 d.C. E, segundo a tradição, a carta teria sido escrita quando Paulo estava na prisão em Roma, para a igreja em Filipos. Entretanto há pesquisadores que argumentam em favor da carta ter sido escrita numa prisão em Cesareia ou ainda em Éfeso.

## Conteúdo
Esta afetuosa epístola elogia os filipenses por sua fé em Jesus e por seu apoio. O apóstolo Paulo os ajuda a centralizar a vida em Cristo e a estar contentes em todas as situações, ser fortes em oração e imitar com alegria o exemplo de seu Salvador, Jesus Cristo.

## Propósito
O propósito do apóstolo Paulo ao escrever essa carta, era incentivar a igreja à se alegrar, e ele mostra para eles que mesmo preso ele se alegrava, e que devemos nos alegrar independente de qual sejam as circunstancias. 

### Esboços principais
1º Apóstolo Paulo ora pelos Filipenses. (Filipenses 1:1-11)
2º As cadeias de apóstolo Paulo fazem com que o evangelho avance. (Filipenses 1:12-26)
3° Cristo é modelo de humildade. (Filipenses 1:27 à Filipenses 2:18)
4º Apóstolo Paulo elogia a Timóteo e Epafrodito. (Filipenses 2:19-30)
5º Exortação ao conhecimento e à paz de Cristo Jesus. (Filipenses 3:1-4,20)
6° Saudações finais. (Filipenses 4:20-23)